# 山員潭子
山員潭子，原寫為山員潭仔，是臺灣新北市三峽區的一個地名，位於該區西北部三峽河支流麻園溪上游二鬮溪流域。以行政區而言，範圍大致包括大埔里西北部凸出部分、二鬮里西半部。

## 歷史
台灣清治末期至日治初期，山員潭子地區為一街庄，稱為「山員潭仔庄」，隸屬於海山堡。該庄西北與福德坑庄為鄰，東北及東南與大埔庄為鄰，西南邊為烏塗窟庄。
1901年（日治明治三十四年）11月，該庄隸屬於桃園廳，編入第十九區。1905年（明治三十八年）7月，第十九區改稱「三角湧區」。1920年（大正九年），該庄改制並雅化為「山員潭子」大字，隸屬於臺北州海山郡三峽街。
戰後三峽街改制為三峽鎮，隸屬於臺北縣，大字亦改制為里。2010年12月，臺北縣升格為新北市，三峽鎮改制為三峽區。

## 交通
省道台3線（中正路三段）大致以東北－西南走向穿越山員潭子地區中部，往西可前往大溪、龍潭、關西等地；往東轉北可前往三峽市區、土城、板橋、臺北等地。